# 李莎 (川剧演员)
李莎（20世纪？—）女，四川广汉人，川剧旦角演员，一级演员，中国戏剧梅花奖获得者。

## 生平
李莎是中国民主同盟广汉支部盟员李治全的女儿。9岁被母亲送到温州地区艺校学习戏曲。3年后毕业，进入广汉汉剧院当演员。她随庞家林学习汉剧小生，随杨蕴辉学习汉剧旦角。1986年，广汉汉剧院解散，成立广汉群众艺术馆，李莎随之改行从事群众文艺管理工作。
后来，李莎进入成都市川剧院当川剧演员。在川剧《红楼惊梦》中饰演瑞珠丫环一角，表演中成功完成空中向前翻转360度，自此名声远播。1997年，调入四川省川剧院。除在中国国内演出外，还曾到日本、香港、新加坡演出，曾饰演《华清池》中的杨贵妃，《芙蓉花仙》中的花仙等角色。她是川剧中少数能一人演完全本《白蛇传》的旦角之一。
在四川省川剧院领导及她的川剧老师左清飞等人帮助下，她选择董竹君的自传小说《我的一个世纪》，并请剧作家徐芬编剧，创作了川剧《都督夫人董竹君》。排演时请来旅美现代舞剧的胡嘉禄担任导演，还请来北京的灯光设计师。该剧在上海国际艺术节上受到好评，李莎获得中国艺术节曹禺戏剧奖“优秀表演奖”，并成为2002年第19届中国戏剧梅花奖得主，还获得第13届白玉兰奖主角奖，第二届与第七届中国戏剧节优秀表演奖。
此后，李莎到中央戏剧学院导演系学习戏剧导演。毕业后于2004年导演首部作品豫剧《田姐与庄周》。该剧本来是徐棻、胡成德创编的川剧，李莎应台湾某剧院邀请，将该剧导成豫剧，由台湾豫剧首席青衣王海玲主演。后来，她到上海戏剧学院任教。

## 作品
表演作品主要有：
- 川剧《红楼惊梦》
- 川剧《华清池》
- 川剧《芙蓉花仙》
- 川剧《白蛇传》
- 川剧《都督夫人董竹君》

导演作品主要有：
- 豫剧《田姐与庄周》
- 实验戏剧《故事新编之补天篇》
- 《4·48精神崩溃》
- 现代川剧 《牛玉儒》
- 甬剧《美丽老师》
- 成都大庙会开庙典礼
- 传记体文献剧《弘一法师》
- 多媒体音乐剧《弘一法师》
- 剧式歌舞《羌风》
- 寓言体戏剧《横木上的即兴表演》
- 歌舞话剧《金大班的最后一夜》
- 叙述体话剧《红星照耀中国》
- 川剧《易胆大》

论文主要有：
- 《角色创造的生命蘖变》
- 《在平易中突现一份真实的感动——川剧〈牛玉儒〉导演阐述》
- 《关西观剧印象叠加》
- 《东京“戏剧工作坊”导演侧记》
- 《中国的视觉戏剧》
- 《中国导演人才培养的误区》